# Nebesa obetovannyje
Nebesa obetovannyje (russisk: Небеса обетованные, da.: Den lovede himmel) er en sovjetisk spillefilm fra 1991 produceret af Mosfilm og instrueret af Eldar Rjasanov, der også var medforfatter på filmens manuskript.
Filmen er indspillet kort inden Sovjetunionens opløsning og viser outsidere i samfundet under perestrojka og glasnost og kan ses som en fantasifuld tragikomisk kommentar til transformationen.

## Handling
Filmen foregår i slutningen af Sovjetunionens levetid med de tilhørende ændringer i det økonomiske og sociale liv for befolkningen. I nærheden af en af Moskvas togstationer, på en losseplads, lever en gruppe personer, der af den ene og den anden grund er blevet hjemløse. Gruppen har hver især tidligere været en del af samfundet, men har af en række forskellige årsager mistet deres job, hjem, deres kære og må nu bo ved lossepladsen. Blandt dem er: Anthemia, en talentfuld kunstner; hendes bror Fjodor Jelistratov, som blev undertrykt i stalinismens dage; Solomon, en tidligere ingeniør, som mistede sit job, fordi hans familie emigrerede til Israel; og den tidligere kok og stuepige Katja, som blev slået og smidt ud af sit hus af sin fordrukne søn. Lederen, "præsident", af disse uheldige mennesker er en tidligere partifunktionær i kommunistpartiet Dmitrij Loginov, der ligesom sin ven Fedor var i Stalins lejre.
En aften fortæller præsidenten sine venner utrolige nyheder. Han har angiveligt haft kontakt med rumvæsner, som lovede at tage alle mennesker med til deres planet – et sted, hvor der hersker lykke, glæde og fred. På den rigtige dag og time vil de hjemløse at modtage signalet fra "de besøgende fra himlen": blå sne skal falde.
De forbereder sig på en lang tur, men myndighederne vil lukke lossepladsen, idet en amerikansk virksomhed vil bygge en kondomfabrik på området. Præsidenten og andre indbyggere på lossepladsen forsøger at beskytte deres hjem, men myndighederne er i deres jagt på at nedlægge de hjemløses lejr klar til at gøre hvad som helst.
På en vinternat begynder blå sne at falde fra himlen. Præsidenten og lejrens beboer går ud for at møde de gode rumvæsener, men de ser i stedet tungt bevæbnede politienheder og kampvogne nærme sig dem for at jævne lejren med jorden.
De desperate mennesker læsser i stedet på det gamle damplokomotiv, starter det, og efterhånden som det tager fart, stiger det fra jorden, til den lovede himmel ...

## Medvirkende
- Lija Akhedzjakova som Anthemia Stepanovna
- Olga Volkova som Katja Ivanova
- Valentin Gaft som Dmitrij Loginov
- Leonid Bronevoj som Semjon Jefremovitj Bakurin
- Oleg Basilasjvili som Fjodor Stepanovitj Jelistratov

## Priser
Filmen modtog flere priser.
Læserne af det sovjetiske filmmagasin "Sovjet lærredet" kårede filmen et "Årets film" og "Bedste skuespillerinden". Ved Nika Awards i 1992 modtog filmen seks priser, herunder bedste film og bedste instruktør og ved den internationale filmfestival i Madrid i 1992 modtog filmen prisen for bedste fiktionsfilm. 